# رغبات ممنوعة (فلم)
رغبات ممنوعة هو فيلم دراما مصري من إخراج أشرف فهمي وبطولة شادية، ميرفت أمين، حسين فهمي، كريمة مختار، توفيق الدقن، عايدة عبد العزيز، محمود المليجي ويوسف شعبان. صدر الفيلم في 1 يناير 1972.

## نبذه
عطية الجبلاوي رجل مهووس بالتملك، يفرض رقابة صارمة على آل بيته، سواء أكانت شقيقته تفيدة التي حاولت الهرب من المنزل لتتزوج بمن تحب، لكنها سرعان ما تعود بعد مقتله، أو سامية ابنته التي منعها من الذهاب في المدرسة منذ حداثة سنها، وحُكم عليها بالجهل، حتى يأتي لها القدر بعزة زميلة شقيقها أحمد في الجامعة.

## طاقم العمل
- شادية بدور سامية عطية الجبلاوي
- ميرفت أمين بدور عزة رأفت عبد الرؤوف
- حسين فهمي بدور أحمد عطيه الجبلاوي
- كريمة مختار بدور تفيدة
- توفيق الدقن بدور درويش
- عايدة عبد العزيز بدور شوق
- محمود المليجي بدور عطيه الجبلاوي
- يوسف شعبان بدور رجل المولد

## وصلات خارجية
- مقالات تستعمل روابط فنية بلا صلة مع ويكي بيانات